# Gabriela Rabelo
Gabriela Coelho Rabelo Amadeu, mais conhecida como Gabriela Rabelo (Belo Horizonte, 3 de abril de 1943) é uma premiada atriz, dramaturga, encenadora, tradutora e roteirista brasileira.

## Filmografia

### Televisão
| Ano  | Título                   | Personagem | Notas                          |
| ---- | ------------------------ | ---------- | ------------------------------ |
| 2019 | A Garota da Moto         | Dona Dayse |                                |
| 2011 | Fios de Ovos             | Irene      | Telefilme                      |
| 2005 | Senta Que Lá Vem Comédia | —          | Episódio: "Esse Ovo é um Galo" |
| 2002 | Marisol                  | Branca     |                                |
| 1985 | Jogo do Amor             | —          | [ 2 ]                          |

### Cinema
| Ano  | Título                             | Personagem           | Notas          |
| ---- | ---------------------------------- | -------------------- | -------------- |
| 2012 | Cara ou Coroa                      | Empregada            |                |
| 2010 | O Próximo                          | Senhora              | Curta-metragem |
| 2008 | Linha de Passe                     | Dona Rosa            |                |
| 2007 | O Signo da Cidade                  | Ouvinte da rádio     |                |
| 2006 | 12 Horas até o Amanhecer           | Avó                  |                |
| 2006 | Boleiros 2 - Vencedores e Vencidos | Teresa               |                |
| 2003 | De Passagem                        | Senhora na Delegacia | [ 3 ]          |
| 1974 | Amor e Medo                        | —                    | [ 4 ]          |
| 1971 | O Pecado de Marta                  | Marta                | [ 5 ]          |
| 1968 | João Tem Medo                      | —                    | Curta-metragem |
| 1967 | Ocorrência n° 642/67               | —                    | Curta-metragem |

## Trabalhos em teatro
Como atriz
| Ano       | Título                                      | Autoria                                                  | Ref.   |
| --------- | ------------------------------------------- | -------------------------------------------------------- | ------ |
| 2014-2015 | A Última Sessão                             | Odilon Wagner                                            | [ 8 ]  |
| 2011      | Os Náufragos do Louca Esperança             | do Théâtre du Soleil                                     | [ 9 ]  |
| 2009      | A Sopa de Pedra                             | Tatiana Belinky                                          | [ 1 ]  |
| 2004      | História de Todas as Coisas                 | Nery Gomide                                              | [ 1 ]  |
| 2001      | Passatempo                                  | Renata Mello                                             | [ 1 ]  |
| 1999      | Interrogações                               | Yoshi Oida                                               | [ 1 ]  |
| 1998      | A Sopa de Pedra                             | Tatiana Belinky                                          | [ 1 ]  |
| 1996      | Ana Paz                                     | Lygia Bojunga                                            | [ 1 ]  |
| 1996      | Frida                                       | Ricardo Halac                                            | [ 1 ]  |
| 1993      | Ato de Natal                                | Naum Alves de Souza                                      | [ 1 ]  |
| 1992      | Escola de Mulheres                          | Molière                                                  | [ 1 ]  |
| 1991      | A Prevenção de Acidentes Começa na Infância | Francisco Medeiros                                       | [ 1 ]  |
| 1990      | Quaff                                       | Peter Schaffer                                           | [ 1 ]  |
| 1988      | Andaluz                                     | José Rubens Siqueira                                     | [ 1 ]  |
| 1986      | Uma Lição Longe Demais                      | Zeno Wilde                                               | [ 1 ]  |
| 1985      | O Santo e a Porca                           | Ariano Suassuna                                          | [ 1 ]  |
| 1984      | Artaud, o Espírito do Teatro                | José Rubens Siqueira                                     | [ 10 ] |
| 1983      | As Desventuras de Benedito                  | Calixto de Inhamuns                                      | [ 1 ]  |
| 1982      | Bella Ciao                                  | Luís Alberto de Abreu                                    | [ 11 ] |
| 1978      | O Unicórnio                                 | José Rubens Siqueira                                     | [ 1 ]  |
| 1978      | Bocas da Cidade                             | Vários autores                                           | [ 1 ]  |
| 1975      | Mockinpott                                  | Peter Weiss                                              | [ 12 ] |
| 1974      | Aleijadinho, Aqui e Agora                   | Lafayette Galvão                                         | [ 1 ]  |
| 1974      | O Evangelho Segundo Zebedeu                 | César Vieira                                             | [ 1 ]  |
| 1970      | Pop, Garota Legal                           | Ronaldo Ciambroni                                        | [ 1 ]  |
| 1970      | Antonica da Silva                           | Joaquim Manuel de Macedo                                 | [ 13 ] |
| 1967      | Escola de Mulheres                          | Molière                                                  | [ 1 ]  |
| 1967      | Arena Conta Tiradentes                      | Augusto Boal e Gianfrancesco Guarnieri                   | [ 1 ]  |
| 1967      | O Processo                                  | de Franz Kafka, adaptado por André Gide e J. L. Barrault | [ 14 ] |
| 1965      | Os Reencontros                              | Arthur Adamov                                            | [ 1 ]  |
| 1965      | Na Vila de Vitória                          | José de Anchieta                                         | [ 15 ] |
| 1965      | A Falecida                                  | Nelson Rodrigues                                         | [ 16 ] |
| 1963      | O Noviço                                    | Martins Pena                                             | [ 1 ]  |
| 1962      | O Telescópio                                | Jorge Andrade                                            | [ 1 ]  |
| 1962      | O Noviço                                    | Martins Pena                                             | [ 1 ]  |
| 1962      | Cena a Quatro                               | Ionesco                                                  | [ 1 ]  |
| 1962      | Voz da Chuva                                | Tennessee Williams                                       | [ 1 ]  |
| 1961      | Leonor Mendonça                             | Gonçalves Dias                                           | [ 1 ]  |

Como diretora
| Ano       | Título                                           | Ref.   |
| --------- | ------------------------------------------------ | ------ |
| 2019      | Os rastros das Marias                            | [ 17 ] |
| 2011      | Nosso Filho                                      | [ 1 ]  |
| 2010      | O Macaco Juiz                                    | [ 1 ]  |
| 2008      | A Ver Estrelas                                   | [ 1 ]  |
| 2005      | O Poeta e o Vento                                | [ 1 ]  |
| 2005-2006 | Beijo, Não!                                      | [ 1 ]  |
| 2000      | A Estrela da Manhã                               | [ 1 ]  |
| 2000      | O Homem que Enganou a Morte no Reino da Mocidade | [ 1 ]  |
| 1999      | Vila das Cascatas                                | [ 1 ]  |
| 1999      | A Intrusa                                        | [ 1 ]  |
| 1991      | O Teatro das Maravilhas                          | [ 1 ]  |
| 1987      | O Xeique Branco                                  | [ 1 ]  |

Como autora
| Ano  | Título                          | Ref.   |
| ---- | ------------------------------- | ------ |
| 2019 | Os rastros das Marias           | [ 1 ]  |
| 2012 | Luiz Gama ou o Diabo Coxo       | [ 1 ]  |
| 2011 | Nosso Filho                     | [ 1 ]  |
| 2005 | Mané Pipoca                     | [ 1 ]  |
| 1999 | A Intrusa                       | [ 1 ]  |
| 1997 | Num Bar                         | [ 18 ] |
| 1992 | Pra Início de Conversa          | [ 1 ]  |
| 1990 | O Brilho Inútil das Estrelas    | [ 19 ] |
| 1989 | Viagem ao País dos Sonhos       | [ 1 ]  |
| 1988 | Mais que Nunca é Preciso Contar | [ 1 ]  |
| 1987 | O Xeique Branco                 | [ 1 ]  |
| 1987 | O Brilho Inútil das Estrelas    | [ 1 ]  |
| 1987 | Mr. X no Mundo da SEMCO         | [ 1 ]  |
| 1983 | Tronodocrono                    | [ 20 ] |
| 1974 | Nem Tudo Está Azul no País Azul | [ 21 ] |

## Prêmios e Indicações
| Ano  | Prêmio                                   | Indicação             | Trabalho                  | Resultado | ref    |
| ---- | ---------------------------------------- | --------------------- | ------------------------- | --------- | ------ |
| 2013 | 7º Prêmio Luso-Brasileiro de Dramaturgia | Melhor Texto          | Luiz Gama ou o Diabo Coxo | Venceu    | [ 22 ] |
| 2010 | Festival Art Deco de Curtas              | Melhor Atriz          | O Próximo                 | Venceu    | [ 1 ]  |
| 1999 | Troféu Mambembe                          | Melhor Atriz          | Sopa de Pedra             | Venceu    | [ 1 ]  |
| 1999 | Prêmio APETESP                           | Melhor Atriz          | Sopa de Pedra             | Venceu    | [ 1 ]  |
| 1999 | Prêmio APETESP                           | Melhor Atriz          | Uma Lição Longe Demais    | Indicado  | [ 1 ]  |
| 1986 | Prêmio Molière                           | Melhor Atriz          | Uma Lição Longe Demais    | Venceu    | [ 1 ]  |
| 1986 | Troféu Mambembe                          | Melhor Atriz          | Uma Lição Longe Demais    | Venceu    | [ 1 ]  |
| 1983 | Prêmio APCA                              | Melhor Atriz          | Bella Ciao                | Venceu    | [ 1 ]  |
| 1983 | Troféu Mambembe                          | Melhor Texto Infantil | Tronodocrono              | Venceu    | [ 1 ]  |
| 1983 | Prêmio APETESP                           | Melhor Texto Infantil | Tronodocrono              | Venceu    | [ 1 ]  |
| 1983 | Prêmio APCA                              | Melhor Texto Infantil | Tronodocrono              | Venceu    | [ 1 ]  |
| 1983 | Prêmio INACEN                            | Melhor Espetáculo     | Tronodocrono              | Venceu    | [ 23 ] |
| 1967 | Festival Brasileiro de Cinema Amador     | Ocorrência n° 642/67  | Melhor Atriz              | Venceu    | [ 7 ]  |